# Vít Müller
Vít Müller (né le 31 août 1996) est un athlète tchèque, spécialiste du 400 m haies.

## Carrière
En 2024 il remporte les championnats nationaux en 48 s 41, un nouveau record personnel et record des championnats.

## Palmarès
| Date | Compétition                       | Lieu      | Résultat | Épreuve         | Temps         |
| ---- | --------------------------------- | --------- | -------- | --------------- | ------------- |
| 2017 | Championnats d'Europe par équipes | Lille     | 3e       | 4 × 400 m       | 3 min 3 s 31  |
| 2017 | Universiade                       | Taipei    | 3e       | 4 × 400 m       | 3 min 8 s 14  |
| 2019 | Universiade                       | Naples    | 8e       | 400 m haies     | 50 s 86       |
| 2019 | Universiade                       | Naples    | 5e       | 4 x 400 m       | 3 min 6 s 78  |
| 2019 | Championnats d'Europe par équipes | Bydgoszcz | 5e       | 400 m haies     | 49 s 36       |
| 2023 | Jeux européens                    | Chorzów   | 1er      | 4 x 400 m mixte | 3 min 12 s 34 |

## Records
| Épreuve     | Temps   | Lieu   | Date         |
| ----------- | ------- | ------ | ------------ |
| 400 m       | 45 s 87 | Prague | 11 mai 2024  |
| 400 m haies | 48 s 41 | Zlín   | 30 juin 2024 |